# Hochdorf (Bissingen)
Hochdorf ist ein Weiler der Marktgemeinde Bissingen im schwäbischen Landkreis Dillingen an der Donau in Bayern. Er liegt ein Kilometer nordöstlich von Oberringingen auf der Jurahöhe.

## Geographie
Hochdorf besteht aus den ursprünglichen Siedlungen Hochdorf und Maushof. 

## Geschichte
Der Ort wurde erstmals 1411 als „Hohendorf“ genannt. Die Herrschaft Hohenburg-Bissingen und die Herrschaft Diemantstein hatten im Ort Besitzungen. 1813 zählte man drei Häuser zu Hochdorf und erst im Laufe des 19. Jahrhunderts kam der Maushof zu Hochdorf. Beide gehörten dann bis zum Verlust von dessen Selbständigkeit zu Oberringingen. Am 1. Juli 1971 kam Oberringingen mit Hochdorf zu Unterringingen, das am 1. Mai 1978 zum Markt Bissingen kam.